# Mosarøkur
Mosarøkur är ett berg i Färöarna (Kungariket Danmark).  Det ligger i sýslan Streymoyar sýsla, i den norra delen av landet, 30 km nordväst om huvudstaden Tórshavn. Toppen på Mosarøkur är 756 meter över havet. Mosarøkur ligger på ön Streymoy.
Terrängen runt Mosarøkur är kuperad. Havet är nära Mosarøkur åt nordväst. Runt Mosarøkur är det ganska tätbefolkat, med 58 invånare per kvadratkilometer. Närmaste större samhälle är Fuglafjørður, 19,5 km öster om Mosarøkur. Trakten runt Mosarøkur består i huvudsak av gräsmarker.